# 加姆斯峰
47°37′4″N 14°3′36″E / 47.61778°N 14.06000°E

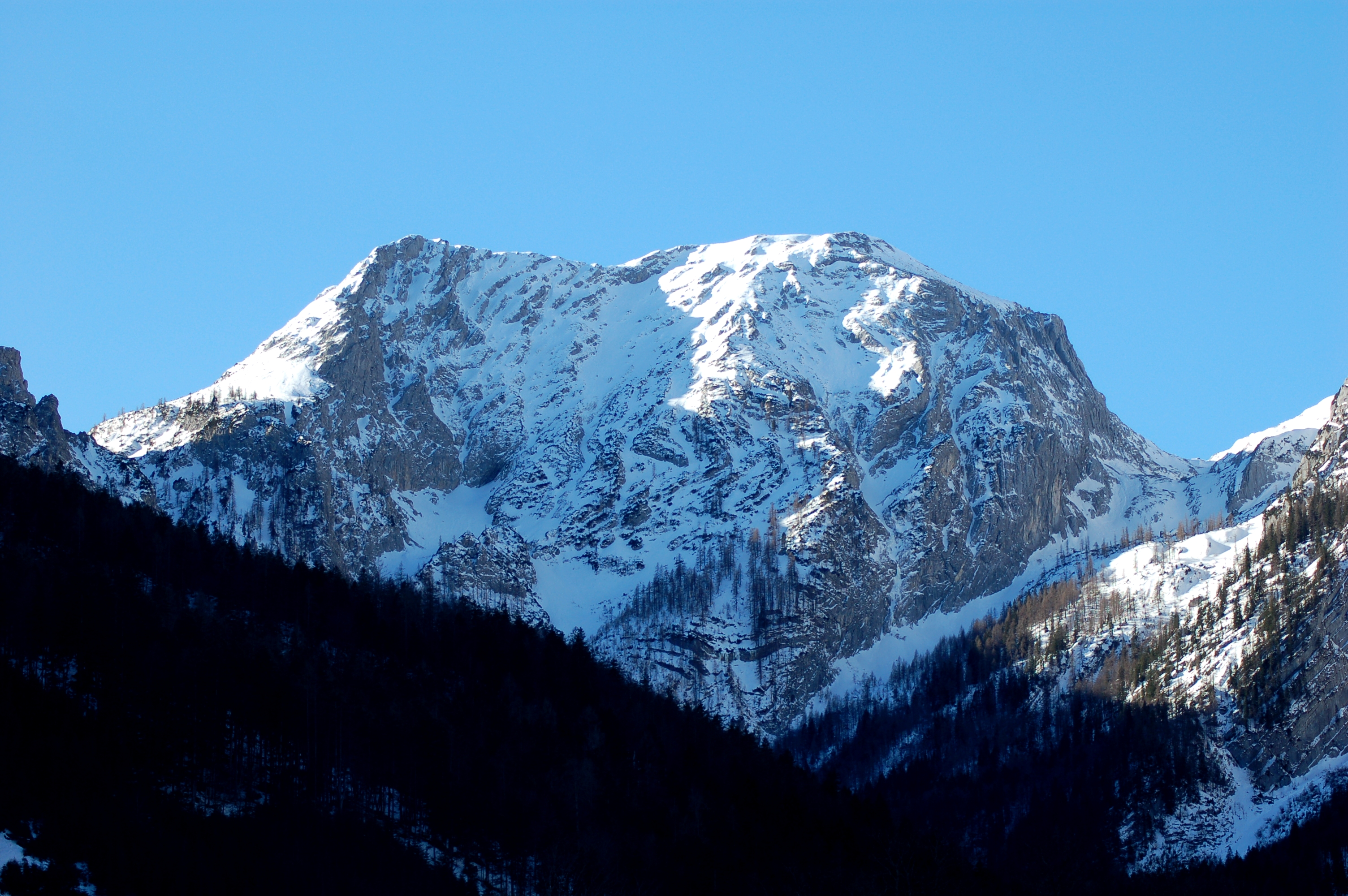

加姆斯峰（德語：Gamsspitz），是奧地利的山峰，位於該國東南部，由施泰爾馬克州負責管轄，屬於托特斯山脈的一部分，海拔高度2,057米，每年平均降雨量1,578毫米。